# 名神起工の地

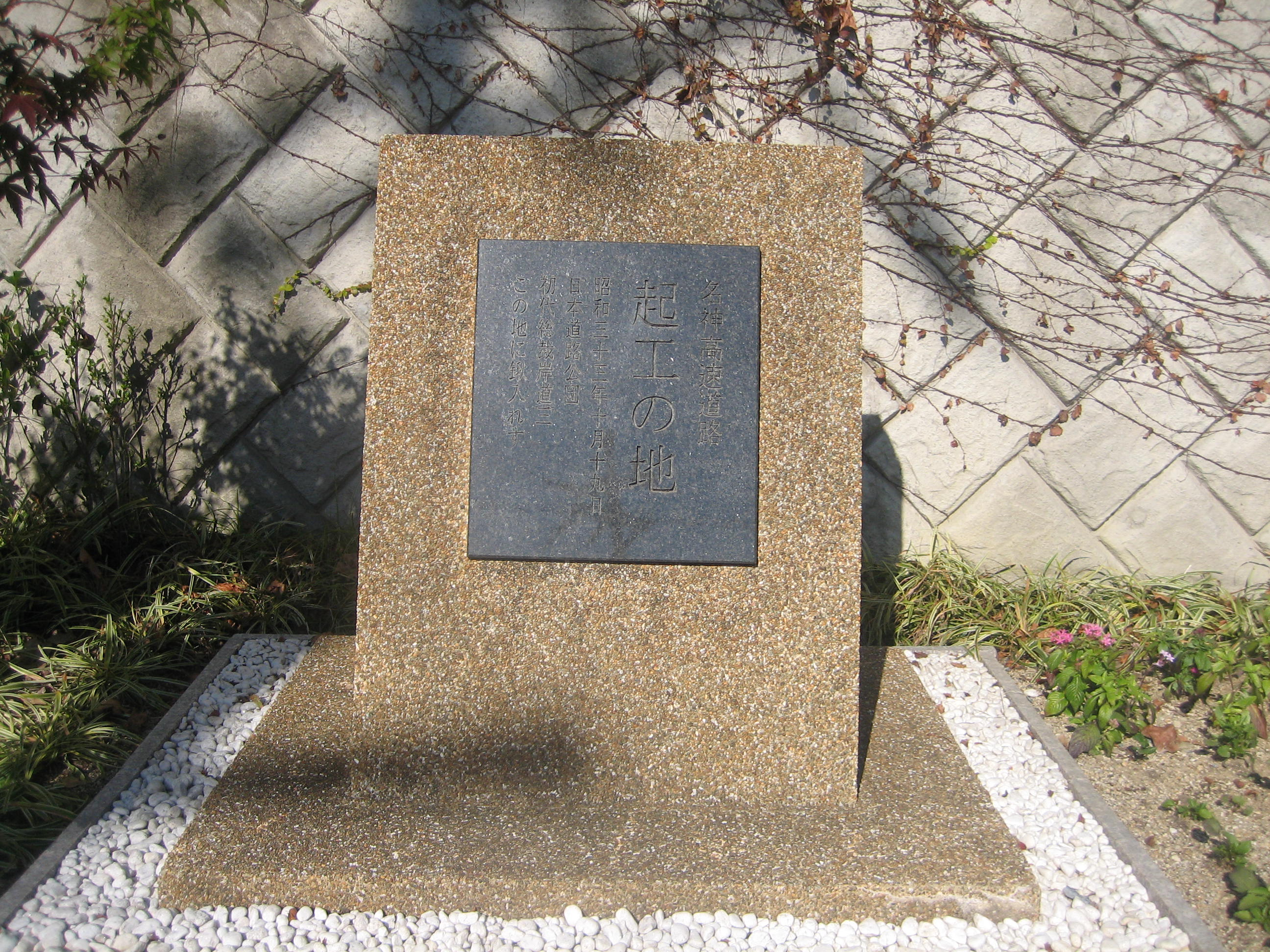
南側の側道沿いにある、名神起工の地を示す石碑

名神起工の地（めいしんきこうのち）は、京都府京都市山科区の京都市立小野小学校前・蚊ヶ瀬交差点付近にある石碑。
1958年（昭和33年）10月19日、日本初の高速道路である名神高速道路の起工式が行われた場所である。
原碑は1958年に中央分離帯に設置されたが、起工50周年及び栗東IC - 尼崎IC間開通45周年に当たる2008年7月16日に、地域住民や一般の人も見ることができるように、南側（下り線側）の側道沿いに複製の石碑が設置された。碑文には、日本道路公団の初代総裁である岸道三がこの地に鍬入れした旨が記されている。上り線の桂川パーキングエリアにも、「この先の山科付近が起工地である」ことを記した看板が設置されている。
名神高速道路は滋賀県大津市大谷付近から京都府京都市伏見区付近までは東海道本線の旧線に沿って建設された。当地は1880年から1921年まで旧山科駅があった場所で、『旧東海道線山科駅跡』の碑も複製碑の隣に建てられている。
名神高速道路本線上の石碑付近には、日本道路公団時代の巨大な門型の広域情報板があり、内側には日本道路公団時代末期に制定された略称である「JH」、外側には「名神」の文字が記されている。

## 隣
E1 名神高速道路
(32) 京都東IC - 名神起工の地 - (33) 京都南IC

## アクセス
- 京都市営地下鉄東西線小野駅より徒歩6分
- 各線京都駅八条口などより京阪バス蚊ヶ瀬バス停留所下車すぐ。四条河原町・京都駅八条口方面行バス乗り場の前に名神起工の地が位置している。